# Atlanta (slovenská hudební skupina)
Atlanta je slovenská popová hudební skupina, která vznikla v roce 1992 v Bratislavě. Do dnešní doby (leden 2014) odehrála více než 500 koncertů.

## Členové
- Mária Podhradská – zpěv
- Soňa Jančíková – zpěv
- Jana Milovská – zpěv
- Ivica Encingerová – zpěv, příčná flétna
- Dano Kachút – zpěv
- Maroš Kachút – zpěv, kytara

## Diskografie

### Studiová alba
- 1996 Dlhý príbeh
- 1997 Miesto na zemi – LUX Comunication & Aurus, CD [4]
- 1999 Krídla v daždi – Lux media, CD[5]
- 2002 ...vianočne - Atlanta a Kompromis –  LUX  LM 0025-2-331, CD
- 2005 Zopár viet – LUX communication[6][7][8]

### Kompilace
- 1999 Bez teba niet neba – Universal Music, CD – 06. „Pesnička“ – Atlanta, 15. „Shout Alleluja“ – Atlanta.
- 2001 Vianočné CD – Globtel[9]
- 2004 Bez teba niet neba II – LUX communication, CD – 01. „Zopár viet“ – Atlanta.
- Bez teba niet neba III – LUX communication, CD+DVD – 08. „O láske III“ – Atlanta -cd, 01. „O láske III“ – Atlanta -dvd.